# Alionoctula stenoptera
Alionoctula stenoptera is een vleermuis uit het geslacht Alionoctula.

## Verspreiding
Deze soort komt voor op Malakka, Sumatra, de Riouw-archipel, Noord-Borneo en Mindanao. Deze soort werd tot 1977 meestal in Nyctalus geplaatst, maar sindsdien meestal in Pipistrellus. Er is ook gesuggereerd dat de soort tot Hypsugo behoort, maar karyotypische gegevens geven aan dat A. stenoptera nauw verwant is aan A. javanica en A. tenuis. Er is slechts één exemplaar uit Mindanao bekend, dat gevangen is in de provincie Zamboanga del Sur. Op Borneo roest de soort in huizen en foerageert hij boven open velden.